# Station Beek-Elsloo
Station Beek-Elsloo is het spoorwegstation van Beek en Elsloo, gelegen tussen beide plaatsen. Het eerste stationsgebouw stamt uit 1862 en was van het type SS 5e klasse. Dit gebouw is diverse keren verbouwd en heeft uiteindelijk in 1975 plaats moeten maken voor het standaardtype sextant. De lijn opende in 1865 nadat eerst flink wat hinderpalen uit de weg waren geruimd. Met name het traject tussen Beek en Maastricht was gecompliceerd en kostbaar.
Toen in 1895 ook een treinstationnetje in Geulle gebouwd werd, gaven veel marktkooplui in Beek er de voorkeur aan pas in Geulle op de trein te stappen. Het prijsverschil was immers 5 cent.
Vanaf de bouw van de lijn tot 2004 bevond zich aan de nabije Schuttersstraat nog een heuveltje als restant van het grondverzet dat nodig was om de lijn aan te leggen. Nadat vlak bij de spoorwegovergang aan de Stationsstraat een omvallende hoogspanningsmast de kerosineleiding van het vliegveld had beschadigd, werd dit heuveltje gebruikt om het gat te vullen, dat na het afgraven van de vervuilde grond was overgebleven.
Bij het station bevonden zich van oorsprong meer gebouwen van de spoorwegmaatschappij zoals een twee verdiepingen hoog wachthuisje bij de spoorwegovergang als ook een goederen bergplaats met toiletten. Beide gebouwen zijn gesloopt nadat de noodzaak ervan verdwenen was.
Het station bevindt zich op de grens van de gemeentes Beek en Stein. De grens loopt door het station. Treinen richting Sittard vertrekken vanuit de gemeente Beek, treinen richting Maastricht uit Elsloo, in de gemeente Stein. Het is voor de bewoners van die gemeente dan ook het dichtstbijzijnde station. Wetende dat Elsloo zich in de gemeente Stein bevindt, is er nooit een station gebouwd in Stein zelf door ruimtegebrek.
In het sextant-gebouwtje zat korte tijd een kiosk, daarna is het enkele jaren buiten gebruik geweest. Sinds juli 2011 is er een broodjeszaak in het gebouw gevestigd. De kaartautomaten staan voor het stationsgebouw bij het overpad. In de kernen van Beek en Elsloo zit een agentschap waar eveneens treinkaartjes kunnen worden gekocht. Verder zijn er bij het station fietskluizen en een onbewaakte fietsenstalling aanwezig en zijn er veel parkeerplaatsen voor auto's te vinden. Ook is er een taxistandplaats.
In 2023 is het Sextant-gebouw geweken voor bestrating.

## Treinverbindingen
De volgende treinserie halteert in de dienstregeling 2025 te Beek-Elsloo:
| Serie       | Treinsoort         | Route                                                               | Bijzonderheden |
| ----------- | ------------------ | ------------------------------------------------------------------- | -------------- |
| 32400 RS 12 | Stoptrein (Arriva) | Maastricht Randwyck – Maastricht – Beek-Elsloo – Sittard – Roermond |                |

Na middernacht rijdt de laatste trein richting Roermond niet verder dan Sittard.

## Voor- en natransport
Sinds 5 januari 2025 stoppen de volgende bussen van Arriva bij dit station:
- Lijn 30: Sittard - Geleen - Neerbeek - Beek - Maastricht Aachen Airport - Meerssen - Maastricht
- Lijn 32: Sittard → Urmond → Stein → Elsloo → Beek → Geleen → Sittard
- Lijn 33: Sittard → Geleen → Beek → Elsloo → Stein → Urmond → Sittard
- Lijn 321: Heerlen - Beek
- Lijn 322: (Vaals - Lemiers - Mamelis - Nijswiller -) Heerlen - Chemelot Campus - Beek
- Lijn 332: Beek - Chemelot Campus - Sittard
- Lijn 797: Meerssen - Bunde - Geulle - Hussenberg - Beek (Buurtbus)

## Afbeeldingen

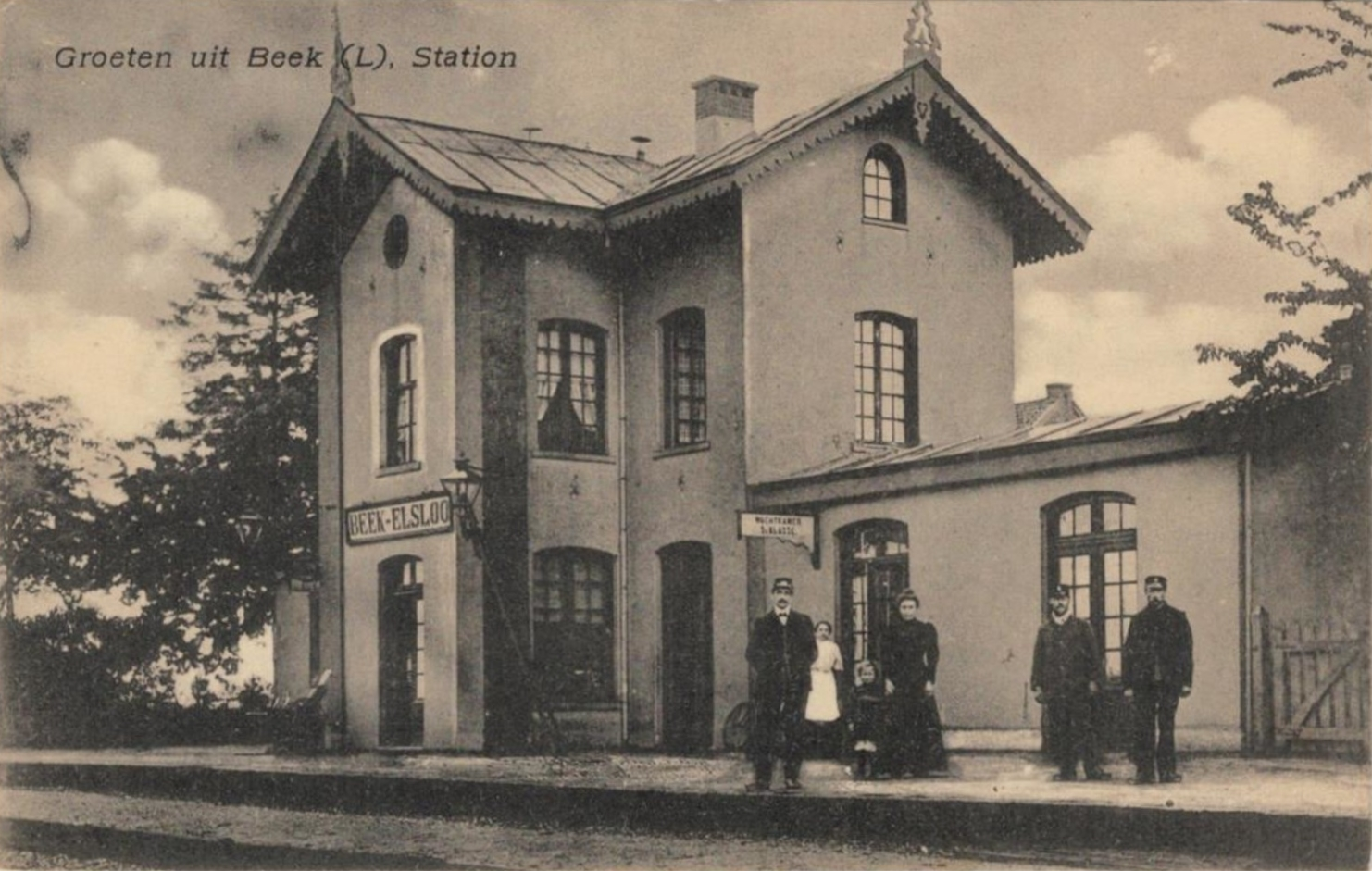
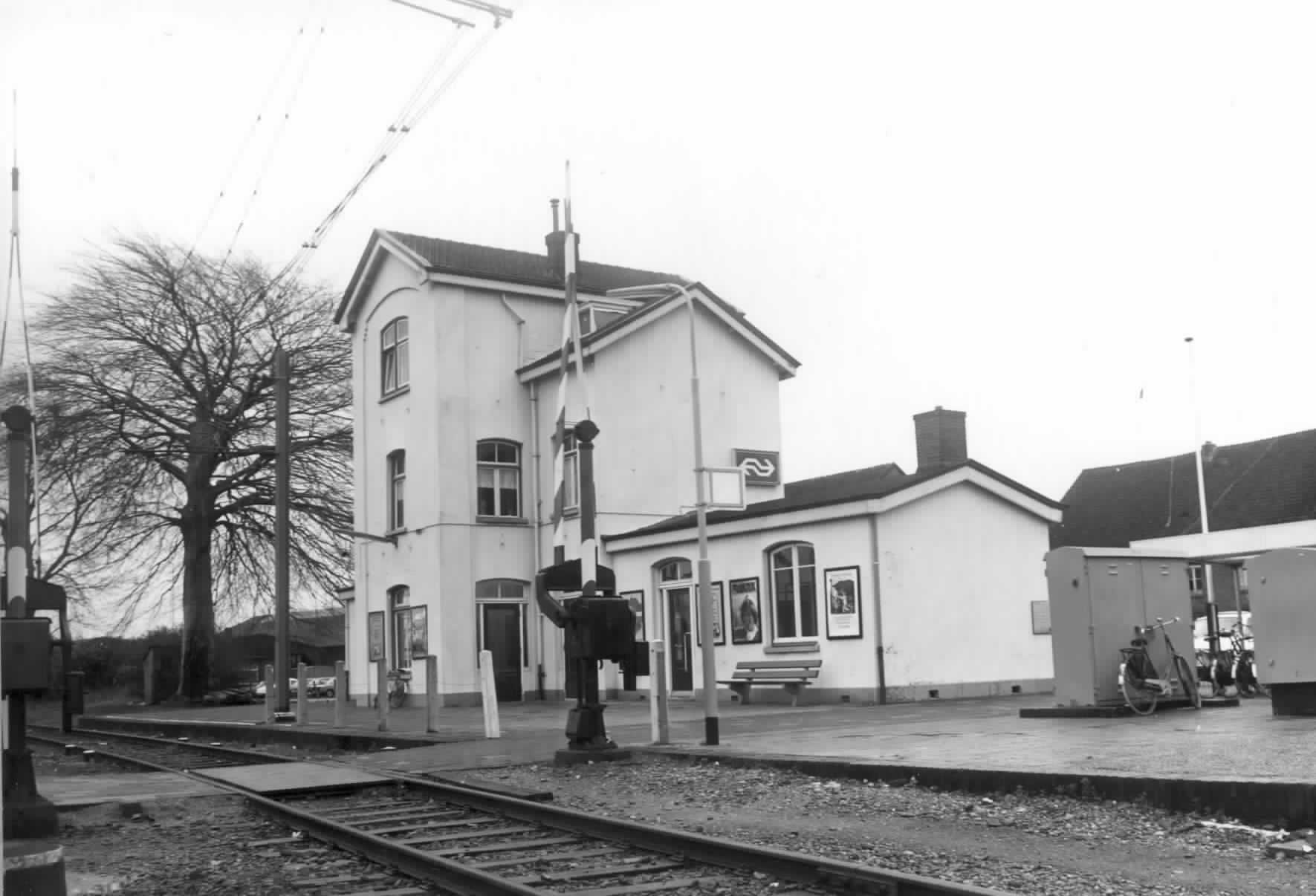
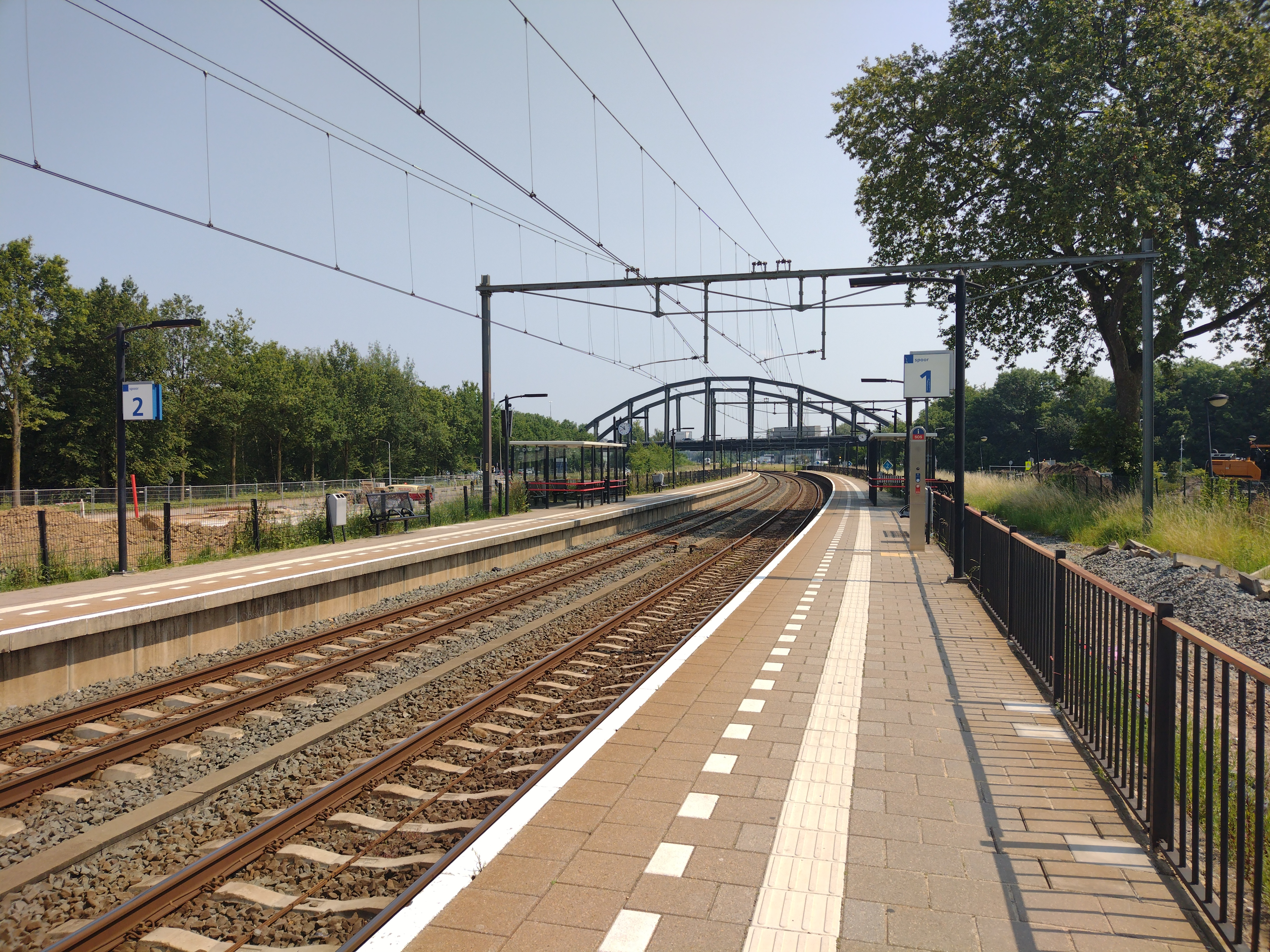

Beek-Elsloo ·
Blerick · 
Bunde · 
Chevremont · 
Echt ·
Eijsden ·
Eygelshoven ·
-Markt · 
Geleen:
-Lutterade · 
-Oost · 
Heerlen ·
-Woonboulevard ·
Hoensbroek · 
Horst-Sevenum · 
Houthem-Sint Gerlach · 
Kerkrade Centrum ·
Klimmen-Ransdaal · 
Landgraaf · 
Maastricht ·
-Noord · 
-Randwyck · 
Meerssen ·
Mook-Molenhoek ·
Nuth · 
Reuver · 
Roermond ·
Schin op Geul · 
Schinnen · 
Sittard · 
Spaubeek · 
Susteren · 
Swalmen · 
Tegelen · 
Valkenburg · 
Venlo · 
Venray ·
Voerendaal · 
Weert
Voormalige stations: zie de lijst van voormalige spoorwegstations in Limburg (Nederland)